# Pomnik Czesława Piotrowskiego w Poznaniu
Pomnik Czesława Piotrowskiego w Poznaniu – pomnik ks. doktora Czesława Piotrowskiego, usytuowany przed gmachem Katolickiej Szkoły Podstawowej im. św. Stanisława Kostki i Publicznego Liceum Ogólnokształcącego Katolickiego Stowarzyszenia Wychowawców im. bł. Natalii Tułasiewicz, przy ul. Głogowskiej na Łazarzu w Poznaniu.

## Historia
Pomysł upamiętnienia osoby księdza Czesława Piotrowskiego, społecznika i pedagoga, inicjatora budowy szkół przy ul. Głogowskiej 90 i 92, zaproponował w 2000 roku działacz związkowy i radny miasta Poznania pierwszej kadencji, założyciel Komitetu Obywatelskiego „Solidarność” Jerzy Babiak. Pierwotnie figura miała stanąć na Rynku Jeżyckim. Lokalizacja uległa zmianie po tym, jak kuria odzyskała należący dotychczas do miasta budynek VIII Liceum Ogólnokształcącego im. Adama Mickiewicza w Poznaniu przy ul. Głogowskiej. Odsłonięcie pomnika miało miejsce 21 marca 2017 roku, a dokonał go arcybiskup Stanisław Gądecki.

## Opis
Autorem pomnika jest poznański rzeźbiarz Krzysztof Jakubik. Rzeźba ma ponad 2 metry wysokości i ustawiona została na 20-centymetrowym cokole. Pomnik został odlany w pracowni plastycznej Emila Kosickiego w Komornikach. 

## Kontrowersje
Starania o budowę pomnika prowadzone przez Społeczny Komitet Budowy Pomnika trwały około 15 lat. Wątpliwości budziły proporcje pomnika. Pierwszy wniosek o zgodę na ustawienie pomnika nie został rozpatrzony pozytywnie przez Urząd Miasta Poznania. Stwierdzono, że pomnik wygląda nieestetycznie. Jednakże kuria odwołała się do samorządowego kolegium odwoławczego, które uchyliło decyzję, a sprawę rozpatrzono tym razem pozytywnie. 20 października 2016 roku Wydział Urbanistyki i Architektury Urzędu Miasta Poznania wydał pozwolenie na budowę pomnika.